# Boscaglia e macchia di Acacia-Commiphora settentrionale
La boscaglia e macchia di Acacia-Commiphora settentrionale è un'ecoregione dell'ecozona afrotropicale, definita dal WWF (codice ecoregione: AT0711), che si estende attraverso l'Africa orientale, principalmente in Kenya, ma anche in Uganda, Sudan del Sud, Etiopia e Tanzania. Questa ecoregione forma parte della regione denominata savane di acacia dell'Africa orientale, inclusa nella lista Global 200.

## Territorio
È un'ecoregione di savana semiarida che occupa una superficie totale di 326.000 km² che dal nord-ovest del Kenya giunge fino al sud del paese, estendendosi anche nel nord-est dell'Uganda, nel sud-est del Sudan del Sud, nel sud-ovest dell'Etiopia e nel nord-est della Tanzania. Confina a nord e ad ovest con la savana sudanese orientale e il mosaico di foresta e savana del bacino del lago Vittoria, a est con la boscaglia e macchia di Acacia-Commiphora somala e le praterie e macchie xerofile masai, a sud-est con la foresta costiera a mosaico di Zanzibar-Inhambane settentrionale, e a sud-ovest con la boscaglia e macchia di Acacia-Commiphora meridionale, le praterie vulcaniche del Serengeti, i laghi salati dell'Africa orientale e le foreste montane dell'Africa orientale; include inoltre varie enclaves, nelle sue regioni centrali e nord-occidentali, di quest'ultima ecoregione. Il clima è tropicale stagionale, con due stagioni piovose: una principale tra marzo e giugno e l'altra tra ottobre e dicembre. Le piogge variano molto da un anno all'altro, e i periodi di siccità sono frequenti. In media, le precipitazioni annue variano dai 200 mm nei pressi del lago Turkana ai 600 mm vicino alla costa del Kenya. Gli incendi sono frequenti.

## Flora
La vegetazione dominante è la savana arbustiva, nella quale le specie più rappresentative appartengono ai generi Acacia, Commiphora e Boswellia.

## Fauna

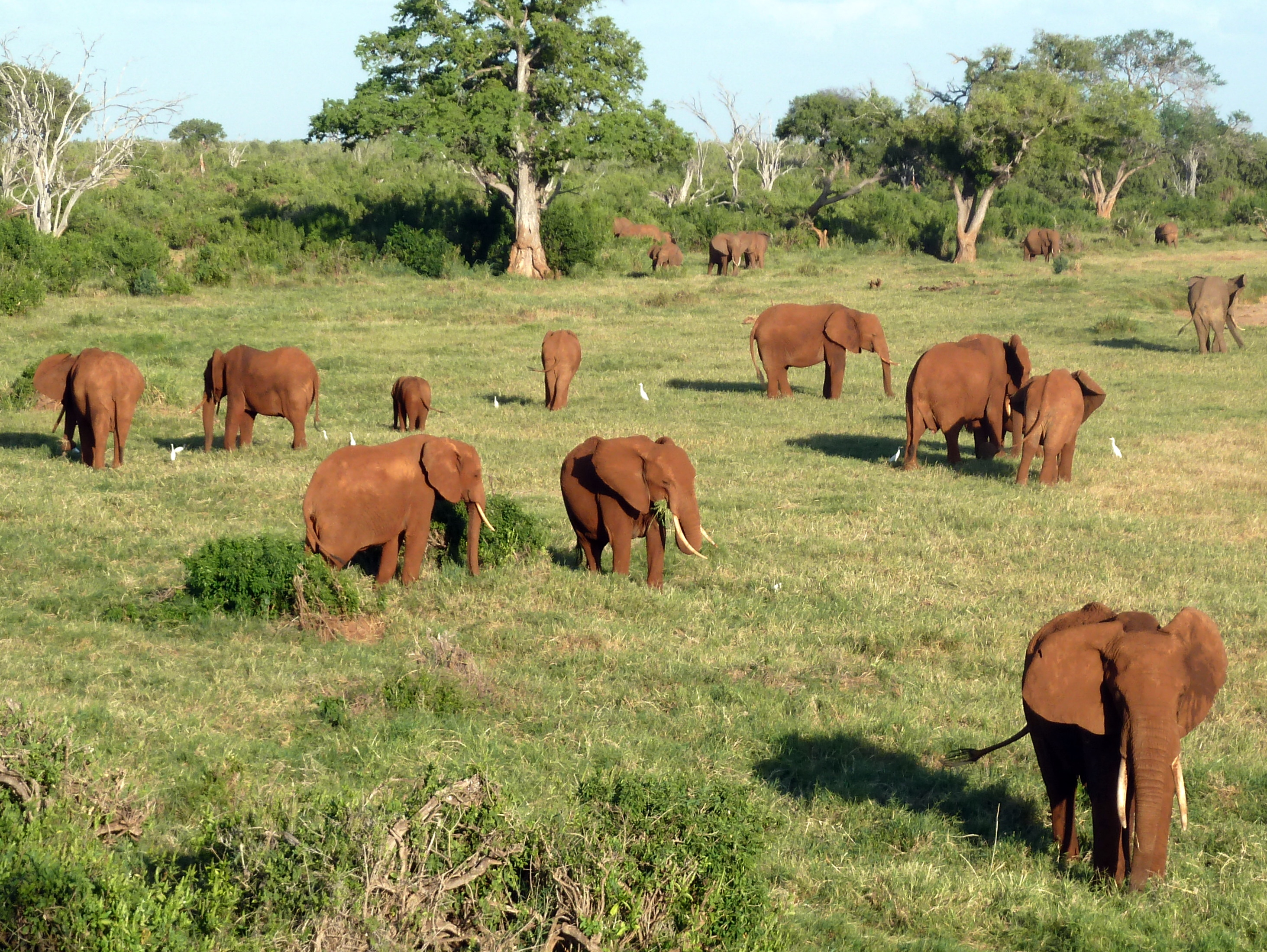
Branco di elefanti nel parco nazionale dello Tsavo

Il numero di specie animali è molto elevato. Tra i rappresentanti della fauna spiccano vari ungulati adattati alle condizioni di aridità dell'ecoregione: la zebra di Grévy (Equus grevyi), l'orice beisa (Oryx beisa), il gerenuk (Litocranius walleri) e il kudù minore (Tragelaphus imberbis). Gli ultimi rinoceronti neri (Diceros bicornis) dell'Africa orientale si incontrano in zone protette di questa ecoregione. Le specie endemiche sono scarse. Tra esse figurano quattro roditori: il gerbillo di Cosens (Gerbillus cosensi), il gerbillo minore (Gerbillus pusillus), il gerbillo di Percival (Gerbillus percivali) e il topo Thallomys loringi; tre uccelli: l'allodola di Friedmann (Mirafra pulpa), l'allodola di Williams (Mirafra williamsi) e il garrulo bianconero di Hinde (Turdoides hindei); tre rettili: i gechi Lygodactylus scheffleri e Lygodactylus laterimaculatus e il colubro Amblyodipsas teitana; un anfibio: la rana Hyperolius sheldricki.

## Conservazione
L'ecoregione è considerata vulnerabile: le principali minacce sono l'aumento della pastorizia e del turismo, il bracconaggio e lo sfruttamento delle scarse risorse idriche. Al suo interno si trovano numerose aree protette: in Kenya il parco nazionale di Amboseli, il Parco nazionale delle Colline Chyulu, il parco nazionale di Kora, il parco nazionale di Longonot, il parco nazionale di Maralai, il parco nazionale di Meru, il parco nazionale di Nairobi, il parco nazionale di Ol Donyo Sabuk, il parco nazionale dello Tsavo, la riserva nazionale di Buffalo Springs, la riserva nazionale di Samburu e la riserva nazionale del Turkana Meridionale; in Tanzania il parco nazionale di Mkomazi e la riserva di caccia di Umba; infine, in Uganda, la riserva di Matheniko e la riserva di Pian Upe.